# Stilobezzia longicornis
Stilobezzia longicornis är en tvåvingeart som beskrevs av Maurice Emile Marie Goetghebuer 1934. Stilobezzia longicornis ingår i släktet Stilobezzia och familjen svidknott. Inga underarter finns listade i Catalogue of Life.